# Джастін Берфілд
Джастін Берфілд (англ. Justin Berfield) — американський актор, письменник і продюсер. Отримав популярність завдяки ролі Різа у телесеріалі «Малкольм у центрі уваги» і ролі Росса Маллоя в ситкомі «Нещасливі разом». 2010 року став креативним директором компанії «Virgin Produced» (заснована конгломератом «Virgin Group»), яка займається виробництвом фільмів і телепрограм.

## Біографія
Берфілд народився в Агура-Гіллз, Каліфорнія. Його батьки — Гейл Берфілд (раніше Старк) і Ерік «Рік» Берфілд. У нього є старший брат Лорн Берфілд.
Берфілд — єврей.
Берфілд вперше з'явився на телебаченні, коли йому було всього п'ять років, у рекламі кави «Folgers». Потім знявся ще у 20 рекламних роликах, які транслювалися у Сполучених Штатах. Його перша роль на телебаченні — роль в серіалі «Хороше життя» (1994), де він грав разом з Дру Кері. Берфілд також з'являвся в інших телевізійних шоу, таких як «Гардбол», «Хлопці повернулися» і «Мамусі» (1994—1995).
Першою великою телевізійною роботою Берфілда стала роль Росса Маллоя в серіалі «Нещасливі разом» (1995—1999), де він з'явився в 100 епізодах. 1995 року, у віці 9 років, став одним із 3000 дітей, які пробувалися на роль юного Енакіна Скайвокера у фільмі «Зоряні війни: Прихована загроза».
Великий прорив для Берфілда стався в 1999 році, коли Лінвуд Бумер вибрав його на роль Різа, пустотливого старшого брата головного героя Френкі Муніза, в ситкомі «Малкольм у центрі уваги» (Берфілд насправді майже на три місяці молодший за Муніза). Серіал почав транслюватися 9 січня 2000 року, і Берфілд з'явився у всіх 151 епізодах. Після закінчення серіалу «Малькольм у центрі уваги» 14 травня 2006 року, Берфілд залишався активним ще протягом шести років, зосередившись на продюсерській роботі. 2010 року з'явився в серіалі «Сини Тусона», де виконав епізодичну роль.
2001 року Берфілда обрали національним молодіжним послом благодійної організації «Ronald McDonald House», де він пропрацював три роки, поки йому не виповнилося 18. Також допомагав у Дитячому дослідницькому госпіталі св. Іуди, і у «Virgin Unite», благодійній організації, пов'язаній з «Virgin Group».
Разом зі своєю дружиною Ліз виховує дочку.

## Фільмографія

### Кіно
| Рік  | Назва українською                 | Назва                   | роль          | Нотатки  |
| ---- | --------------------------------- | ----------------------- | ------------- | -------- |
| 1998 | Мамо, можна вона залишиться у нас | Mom, Can I Keep Her?    | Тіммі Блер    |          |
| 1999 | Невидима мама 2                   | Invisible Mom 2         | Едді Браун    |          |
| 1999 | Дитина з очима рентгена           | The Kid with X-Ray Eyes | Енді          |          |
| 2001 | Помста Макса Кібла                | Max Keeble's Big Move   | Автор написів |          |
| 2002 | Хто твої предки?                  | Who's Your Daddy?       | Денні Гьюз    |          |
| 2006 | Любов і сигарети                  | Romance and Cigarettes  |               | Продюсер |
| 2007 | Блондинка з амбіціями             | Blonde Ambition         |               | Продюсер |

### Телебачення
| Рік       | Назва українською       | Назва                         | Роль          | Нотатки                       |
| --------- | ----------------------- | ----------------------------- | ------------- | ----------------------------- |
| 1994      | Хороше життя            | The Good Life                 | Боб Бловман   | 13 епізодів                   |
| 1994      | Гардбол                 | Hardball                      | дитина        | 2 епізоди                     |
| 1994      | Хлопці повернулись      | The Boys Are Back             | Тіммі Флінт   | 4 епізоди                     |
| 1996      | Дакмен                  | Duckman                       |               | Епізод: «Exile in Guyville»   |
| 1995–1999 | Нещасливі разом         | Unhappily Ever After          | Росс Маллой   | головна роль; 100 епізодів    |
| 2000–2006 | Малкольм у центрі уваги | Malcolm in the Middle         | Різ Вілкерсон | Головна роль; 151 епізод      |
| 2001      | Кімната жахів           | The Nightmare Room            | Джош Раян     | Епізод: «Tangled Web»         |
| 2002–2004 | Кім Всеможу             | Kim Possible                  | Ґілл          | голос, 2 епізоди              |
| 2004      | Дивакуваті родичі       | The Fairly OddParents         | Вінґ          | 1 епізод; voice               |
| 2005      | Непристойно багаті      | Filthy Rich: Cattle Drive     |               | Продюсер, сценарій            |
| 2007      | Розшук домашніх тварин  | The Pet Detective             |               | Телефільм; продюсер і режисер |
| 2010      | Сини Тусона             | Sons of Tucson                | Баррі         | 1 епізод; також продюсер      |
| 2012      | —                       | Virgin Produced: Comedy Vault |               | Телефільм; продюсер           |